# Erich Wewel

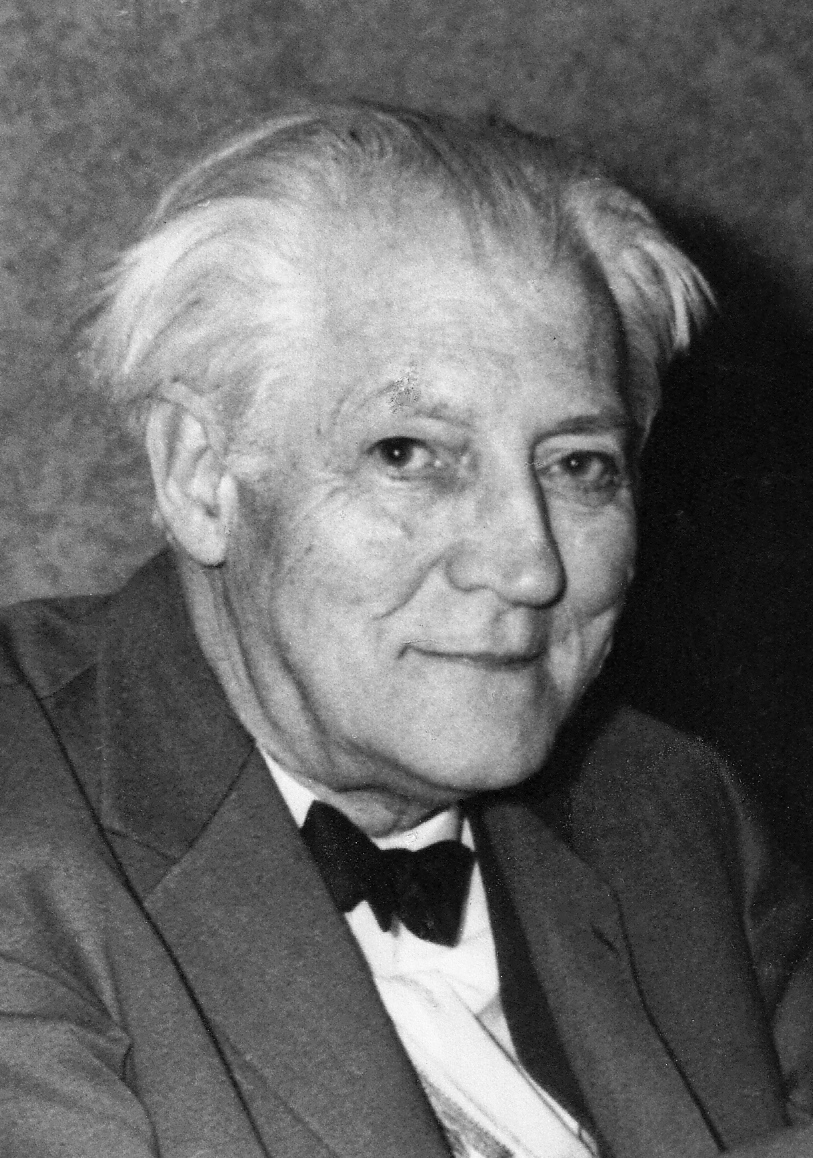
Erich Wewel

Erich Wewel (* 16. April 1894 in Sanditten (Ostpreußen); † 11. Oktober 1974 in Freiburg im Breisgau) war ein deutscher Verleger.

## Kindheit und Studium
Erich Wewel wurde im ostpreußischen Sanditten als Sohn einer westfälischen Familie geboren. Seinen Vater hatte es als Rentmeister und Amtsvorsteher dorthin verschlagen. Nach seiner Gymnasialzeit studierte Wewel in Königsberg, Breslau, Heidelberg und Freiburg Philosophie, Theologie und Kunstgeschichte. Seine Lehrer waren u. a. Edmund Husserl, Martin Heidegger, Josef Geyser und Engelbert Krebs. Das durch den Ersten Weltkrieg und einen Spanienaufenthalt als Lehrer von Erzherzog Carlos von Spanien unterbrochene Studium schloss Wewel 1924 mit der Promotion beim Freiburger Historiker Heinrich Finke ab. Während der Studienzeit volontierte er bei der Buchhandlung Gräfe und Unzer in Königsberg. Seit 1913 war er Mitglied der katholischen Studentenverbindung AV Tuisconia Königsberg.

## Journalist
Am politischen und kulturellen Zeitgeschehen lebhaft interessiert, ging Wewel nach seiner akademischen Ausbildung zur Presse, zuerst als freier Korrespondent, später als Redakteur. 1928 gründete er die Kulturkorrespondenz „Görresdienst“, 1931 wurde er Schriftleiter des Westfälischen Volksblattes in Paderborn. Wegen seiner Warnungen vor dem Nationalsozialismus und vor der Politik des Reichskanzlers von Papen musste er 1933 seine Stelle aufgeben. Er übersiedelte nach München und wurde 1935 Hauptschriftleiter der Augsburger Postzeitung, einer der ältesten deutschen Tageszeitungen. Weil seine politische Einstellung auch dort als „untragbar“ angesehen wurde und er sich weigerte in die Partei einzutreten, wurde er schon nach wenigen Monaten fristlos entlassen. Mit seiner Frau Maria geb. Mai [1903–1976] und vier Kindern (Annette [1926–2006], Godehard [1928–1977], Meinolf [*1931] und Monika [1935–1983]) hielt er sich mit Arbeiten für verschiedene katholische Monatsschriften über Wasser.

## Verleger
1936 gründete Wewel den Verlag „Das Wort in der Zeit“ und übernahm vom Manz Verlag die gleichnamige Zeitschrift und die Zeitschrift Der Prediger und Katechet in ihrem 86. Jahrgang. 1937 zog er nach Krailling vor München, 1938 wurden beide Zeitschriften verboten. Wewel nannte den Verlag um in Erich Wewel Verlag und brachte 1939 den ersten Verlagsprospekt heraus. Auch dieser wurde von der Gestapo beschlagnahmt, nachdem eine englische Zeitschrift ihn mit der Bemerkung abgedruckt hatte, es gäbe in Deutschland eben doch noch geistig selbstständige Verleger. Zum Verlagssignet hatte Wewel den Adler des Evangelisten Johannes gewählt. Darunter stand der Vers Hölderlins: „Weil an den Adler sich halten müssen, damit sich nicht mit eigenem Sinne zornig deuten die Dichter, wohnen über dem Fluge des Vogels … die Prophetischen.“
Wewel wurde 1938 Hauptschriftleiter der Münchner katholischen Kirchenzeitung. Seine Arbeit besorgte er zum Teil vom Militärflugplatz Fürstenfeldbruck aus, wohin er am ersten Kriegstag als Funker eingezogen wurde. 1941 verbot das Reichspropagandaministerium die „Kirchenzeitung“.
Eines der ersten Werke im Erich Wewel Verlag war das Buch von Josef Sellmair Der Mensch in der Tragik, womit Wewel damals genau die innere Situation vieler an sich und der Zeit leidenden Menschen traf. Bezeichnend für seine der Zeit vorauseilende ökumenische Haltung war das 1940 in seinem Verlag erschienene Buch von Joseph Pascher Inwendiges Leben in der Werkgefahr. Sein Verlag brachte auch Kinder- und Jugendbücher in künstlerischer Ausstattung heraus. Da er aber nicht dem Verlangen des Reichspropagandaministeriums nachkam, alles Christliche und Religiöse aus diesen Büchern zu entfernen, musste er ihre Produktion wieder einstellen. Andere Bücher wurden von der Gestapo verboten. 1943 kam der erste Stilllegungsbescheid, 1944 der zweite, endgültige.
Unter dem Verdacht zur Widerstandsbewegung der „Weißen Rose“ zu gehören, wurde Wewel am 19. Mai 1943 nach einer Hausdurchsuchung von der Geheimen Staatspolizei verhaftet und drei Wochen lang in der Münchner Gestapo-Zentrale im Wittelsbacher Palais in der Brienner Straße verhört. Da ihm aber keine direkte Verbindung nachzuweisen war, kam er nach drei Wochen wieder frei.
Wie schon zu Beginn des Krieges musste Wewel im Januar 1945 mit 51 Jahren erneut als Flakkanonier in den Militärdienst und wurde auf die so genannte „Goebbelsliste“ der „unerwünschten, überflüssigen Kulturschaffenden“ gesetzt. Krank entlassen, durch die ständigen Bedrängnisse und Not der vorangegangenen Jahre geschwächt, übernahm er nach dem Krieg nochmals für kurze Zeit die Schriftleitung der Münchener Katholischen Kirchenzeitung.
Erst 1948 konnte er wieder Bücher herausbringen. In der endlich wiedergewonnenen Geistesfreiheit war es ihm nun möglich, lange gehegte Pläne zu verwirklichen, allem voran die Deutsche Gesamtausgabe der Werke von Wladimir Solowjew in acht Bänden, deren Typographie Jan Tschichold besorgte.
1951 übersiedelte er mit seiner Familie und dem Verlag nach Freiburg im Breisgau. Ein großer Erfolg wurde das dreibändige moraltheologische Werk Das Gesetz Christi von Bernhard Häring, das in kurzer Zeit acht Auflagen erreichte und in elf Sprachen übersetzt wurde. Der Verfasser war als Berater maßgeblich am Zweiten Vaticanum beteiligt und hat die Konzilsdokumente im Geiste des Konzils in die verschiedenen Auflagen seines Werkes hineingearbeitet.  Auch andere bei Wewel erschienene Werke waren wegweisend für die Reformen des Zweiten Vatikanischen Konzils, besonders im Blick auf die ökumenische Bewegung.
Es waren vor allem philosophische, theologische und religionswissenschaftliche Werke, die bei Wewel erschienen. Von seinen Autoren seien noch genannt: Eugen Biser, Emerich Coreth, Julius Kardinal Döpfner, Heinrich Fries, Hanna-Barbara Gerl-Falkovitz, Josef Goldbrunner, Andreas Evaristus Mader, Joseph Möller, Nikolaus Monzel, Ludolf Müller, Thomas Ohm, Joseph Kardinal Ratzinger.
Wewels großes Anliegen war die Wiedervereinigung der Christenheit. Das führte ihn zu Solowjew. Nie hätte er ein Buch veröffentlicht, das diesem Anliegen abträglich sein könnte. Wichtig war ihm auch stets die Harmonie von geistiger Aussage, sprachlicher Aussageform, Satz und Druck sowie Ausstattung eines Buches. Wiederholt bekamen Bücher seines Verlages die Auszeichnung, zu den „schönsten Büchern des Jahres“ zu gehören.
1965 hat Wewel aus gesundheitlichen Gründen seinen Verlag dem Verlag G. J. Manz in München angeschlossen, behielt aber die geistige Leitung, weswegen noch 1972 München und Freiburg i. Br. als Verlagsort galten. 1966 wurde Wewel von Papst Paul VI. „für große Verdienste um Kirche und katholische Publizistik“ das Ritterkreuz des Silvesterordens verliehen. Er starb nach langer Krankheit am 11. Oktober 1974. Er ist auf dem Freiburger Hauptfriedhof begraben.

## Dokumente und Quellen
1. ↑  Das Wort in der Zeit. Zeitschrift für Gestaltung des Lebens aus christlicher Idee. Jahrgänge 1 und 2, 1933 bis 1935, herausgegeben von Adalbert von Neipperg und Theodor Abele im Verlag Manz, München. 1936 übernahm Erich Wewel die Zeitschrift in seinen neu gegründeten Verlag "Das Wort in der Zeit" in Krailling vor München. Im Oktober 1937 erschien Heft 4 des 5. Jahrgangs unter der Herausgeberschaft von Theodor Abele, Joseph Aussen und August Heinrich Berning. 1938 wurde die Zeitschrift verboten.
2. ↑  1953 begann ihr Erscheinen mit Band VII, der damals beim Wettbewerb der "Schönsten Bücher" ausgezeichnet wurde. (Datenbank der Stiftung Buchkunst)
3. ↑  Zur Rezeptionsgeschichte vgl. * Augustin Schmied und Josef Römelt (Hrsg.): 50 Jahre „Das Gesetz Christi“. Der Beitrag Bernhard Härings zur Erneuerung der Moraltheologie. Beiträge von Klaus Arntz, Raphael Gallagher, Bruno Hidber, Josef Römelt, Eberhard Schockenhoff und Marciano Vidal. (Studien der Moraltheologie, Beihefte Bd. 14.) Münster: LIT Verlag 2005. ISBN 3-8258-9060-0
4. ↑  Im Übernahmevertrag  vom 4. November 1965 musste sich Manz verpflichten, neue Bücher des Erich Wewel Verlags „nach Inhalt und Sprache so zu gestalten, dass Christen anderer Konfessionen sich nicht gekränkt fühlen können.“ Weiter heißt es dort, dass „die typographische Gestaltung der künftig erscheinenden Bücher mit der bisher geübten Sorgfalt geschehen soll“.

- Archiv Erich Wewel Verlag
- Archiv Meinolf Wewel
- Werner Adrian: Dr. Erich Wewel zur Vollendung des 70. Lebensjahres. Börsenblatt für den Deutschen Buchhandel – Frankfurter Ausgabe – Nr. 30, 14. April 1964. S. 662 f.

| Personendaten    | Personendaten        |
| ---------------- | -------------------- |
| NAME             | Wewel, Erich         |
| KURZBESCHREIBUNG | deutscher Verleger   |
| GEBURTSDATUM     | 16. April 1894       |
| GEBURTSORT       | Sanditten            |
| STERBEDATUM      | 11. Oktober 1974     |
| STERBEORT        | Freiburg im Breisgau |